# Diary of Dreams

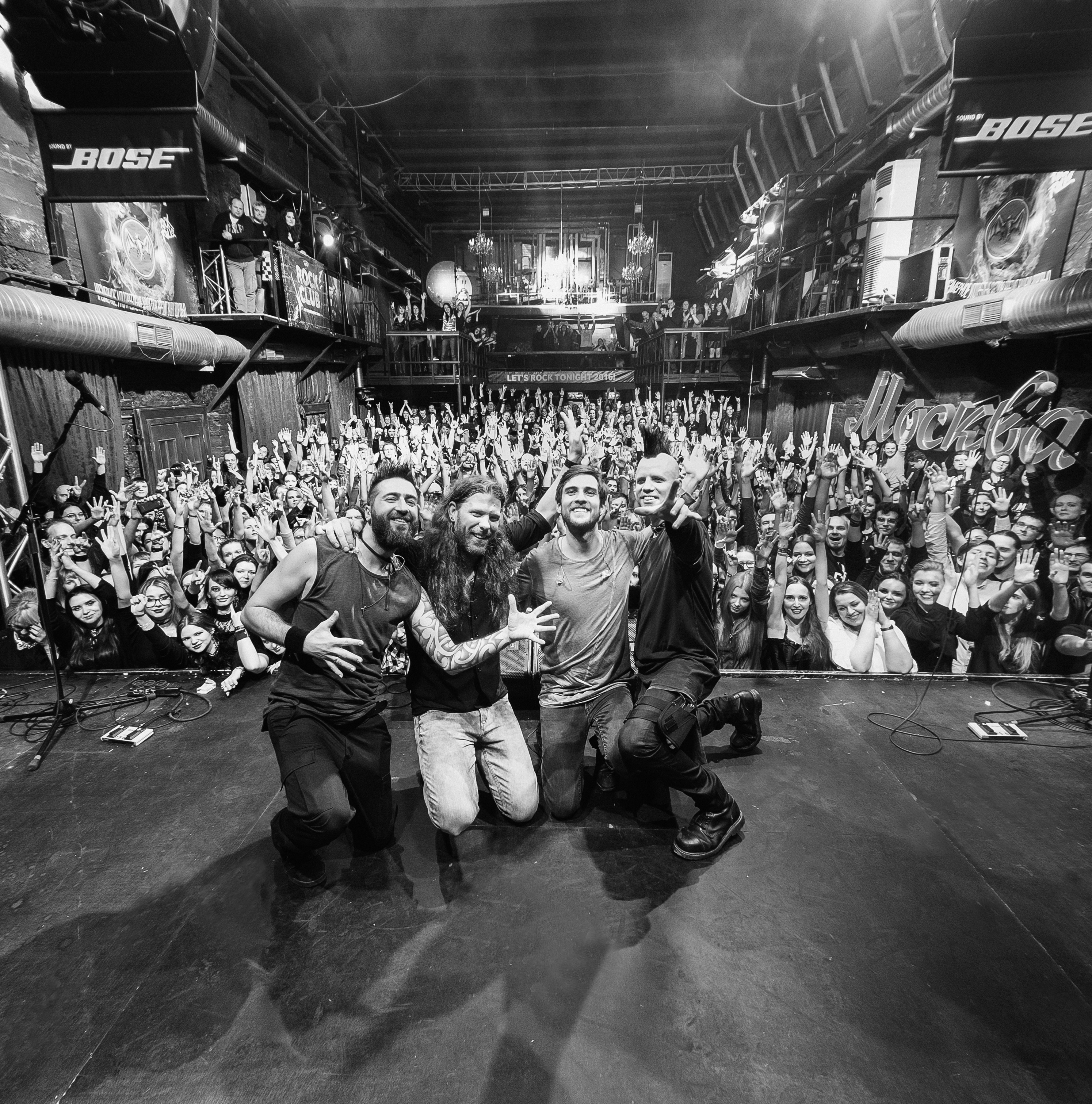
Diary of Dreams Russian Tour 2016. Moskou, Moscow club.

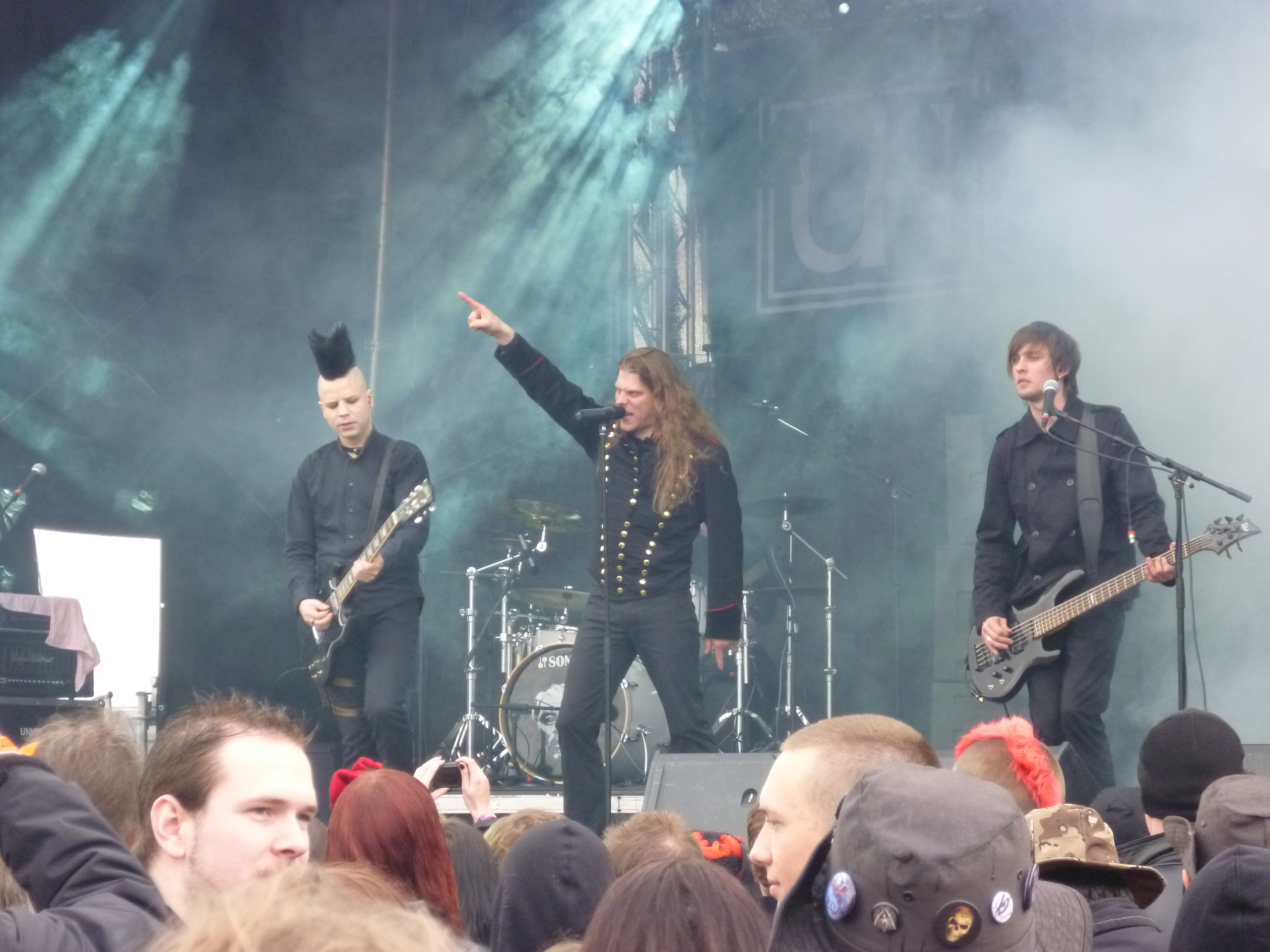
Diary of Dreams in 2010

Diary of Dreams is een Duitse darkwaveband. Zanger en oprichter Adrian Hates produceert zijn albums grotendeels zelf, of met minimale hulp van anderen. Meestal gebruikt hij alleen voor de optredens een complete band.

## Discografie

### Albums en ep's
- Cholymelan (1994) – heruitgebracht in 1999 met vier bonustracks
- End of Flowers (1996)
- Bird Without Wings (1997)
- Psychoma? (1998)
- One of 18 Angels (2000)
- Freak Perfume (2002)
- PaniK Manifesto (2002) – ep/mini-album
- Nigredo (2004)
- Menschfeind (2005) – ep/mini-album
- Nekrolog 43 (2007)
- (if) (2009)
- Ego:X (2011)
- The Anatomy of Silence (2012)
- Elegies in Darkness (2014)
- Grau im Licht (2015)
- reLive (2016)

### Singles
- O' Brother Sleep (2001)
- AmoK (2002)
- Giftraum (2004)
- The Plague (2007)
- King of Nowhere (2009)
- Echo in Me (2011)

### Compilaties en live-albums
- Moments of Bloom (1999)
- Dream Collector (2003)
- Alive (2005) – live
- A Collection Of... (2010)
- Dream Collector II (08.06.2012) –

### Dvd's
- Nine in Numbers (2006)